# Уллахпара
Уллахпара (бенг. উল্লাপাড়া, англ. Ullahpara) — город и муниципалитет на севере Бангладеш, административный центр одноимённого подокруга. Муниципалитет был основан в 1984 году. Площадь города равна 12,70 км². По данным переписи 2001 года, в городе проживало 36 766 человек, из которых мужчины составляли 52,31 %, женщины — соответственно 47,69 %. Плотность населения равнялась 2895 чел. на 1 км². Уровень грамотности населения составлял 46,33 % (при среднем по Бангладеш показателе 43,1 %). 